# Töreboda (đô thị)
Đô thị Töreboda (Töreboda kommun) là một đô thị ở hạt Västra Götaland phía tây Thụy Điển. Thủ phủ là thị xã Töreboda.
Thị trấn nhỏ Töreboda, với dân số khoảng 4.700 người. Nằm ở phần phía bắc của Västergötland, có tuyến đường sắt, nay được biết đến là Tuyến Chính phía Tây. Đây được coi là một trong những công trình công nghệ xuất sắc tại Thụy Điển vào thời kỳ đó. Mặc dù thị trấn có thể không phát triển như kỳ vọng, nhưng điều này không có nghĩa là nó không trở thành một thị trấn công nghiệp và điểm dừng hấp dẫn cho những du khách muốn khám phá kênh đào.
Töreboda có nguồn gốc từ Giáo xứ Björkäng, một đô thị được thành lập từ năm 1862, và một phần của nó đã tạo thành đô thị Töreboda vào năm 1883. Nơi đây chính thức trở thành một thị trấn vào năm 1909 và sau đó sáp nhập phần còn lại của Björkäng vào năm 1939.